# 梅西 (印第安納州)
梅西（英語：Macy）是一個位於美國印第安納州邁阿密縣的城鎮。

## 人口
根據2010年美國人口普查的數據，梅西的面積為0.30平方千米，當中陸地面積為0.30平方千米，而水域面積為0.00平方千米。當地共有人口209人，而人口密度為每平方千米697人。